# Pedro Emanuel
Pedro Emanuel (Luanda ,11 de Fevereiro de 1975) é um ex-futebolista e atual treinador de futebol português nascido em Angola. No momento, dirige o Al-Khaleej Football Club, da Arábia Saudita.
Tendo efetuado a sua formação no Boavista FC, foi por este clube que veio a sagrar-se campeão na época 2000/01. Transferiu-se após esta vitória para o FC Porto.
Em Junho de 2009 pôs fim à sua carreira como futebolista profissional e assumiu o cargo de treinador da equipa de sub-17 do Futebol Clube do Porto.
No início da época 2009/2010 foi anunciado como assistente do treinador André Villas Boas do plantel principal do Porto.
No final da época 2010/2011, Pedro Emanuel aceita uma proposta da Académica de Coimbra, através da qual deu início à sua carreira como treinador principal.
No dia 13 de fevereiro de 2012, durante o jogo entre a Académica de Coimbra e o Gil Vicente FC, Pedro Emanuel efetuou as 3 substituições à sua disposição ao mesmo tempo no minuto 37 do jogo. Esta medida rara e arrojada não surtiu todavia o efeito desejado no resultado do jogo.
Na sua primeira época como técnico, conseguiu manter o clube na 1ª liga de futebol (13º lugar) e garantiu a participação na fase de grupos da Liga Europa ao vencer o Sporting na final da Taça de Portugal. De referir que o clube não ia à final da competição há 43 anos e não ganhava o troféu há 73 anos.
Nas épocas de 2013/2014 e de 2014/2015, foi treinador do Futebol Clube de Arouca, que é um clube português localizado na vila de Arouca, freguesia da União das Freguesias de Arouca e Burgo, concelho de Arouca, Área Metropolitana do Porto, Região Norte, garantindo a manutenção do Arouca na Primeira Liga. A história do Futebol Clube de Arouca está muito ligada ao Futebol Clube do Porto, sendo a filial nº 40 do Futebol Clube do Porto.

## Títulos
Jogador
- Boavista
  - Taça de Portugal: 1996-97
  - Campeonato Português: 2000-01
- FC Porto
  - Campeonato Português: 2002-03, 2003-04, 2005-06, 2006-07, 2007-08, 2008-09
  - Taça de Portugal: 2002-03, 2005-06, 2008-09
  - Supertaça de Portugal: 2003-04
  - Taça UEFA: 2002-03
  - Liga dos Campeões da UEFA: 2003-04
  - Taça Intercontinental: 2004

Treinador
- Académica
  - Taça de Portugal: 2011-12
  - Supertaça de Portugal: 2012/2013 (Finalista vencido)